# Stanardsville
Stanardsville – miasto w Stanach Zjednoczonych, w stanie Wirginia, siedziba administracyjna hrabstwa Greene.